# Grethe Weiser
Grethe Weiser, geboren als Mathilde Ella Dorothea Margarethe Nowka (* 27. Februar 1903 in Hannover; † 2. Oktober 1970 in Bad Tölz), war eine deutsche Bühnen- und Filmschauspielerin.

## Leben

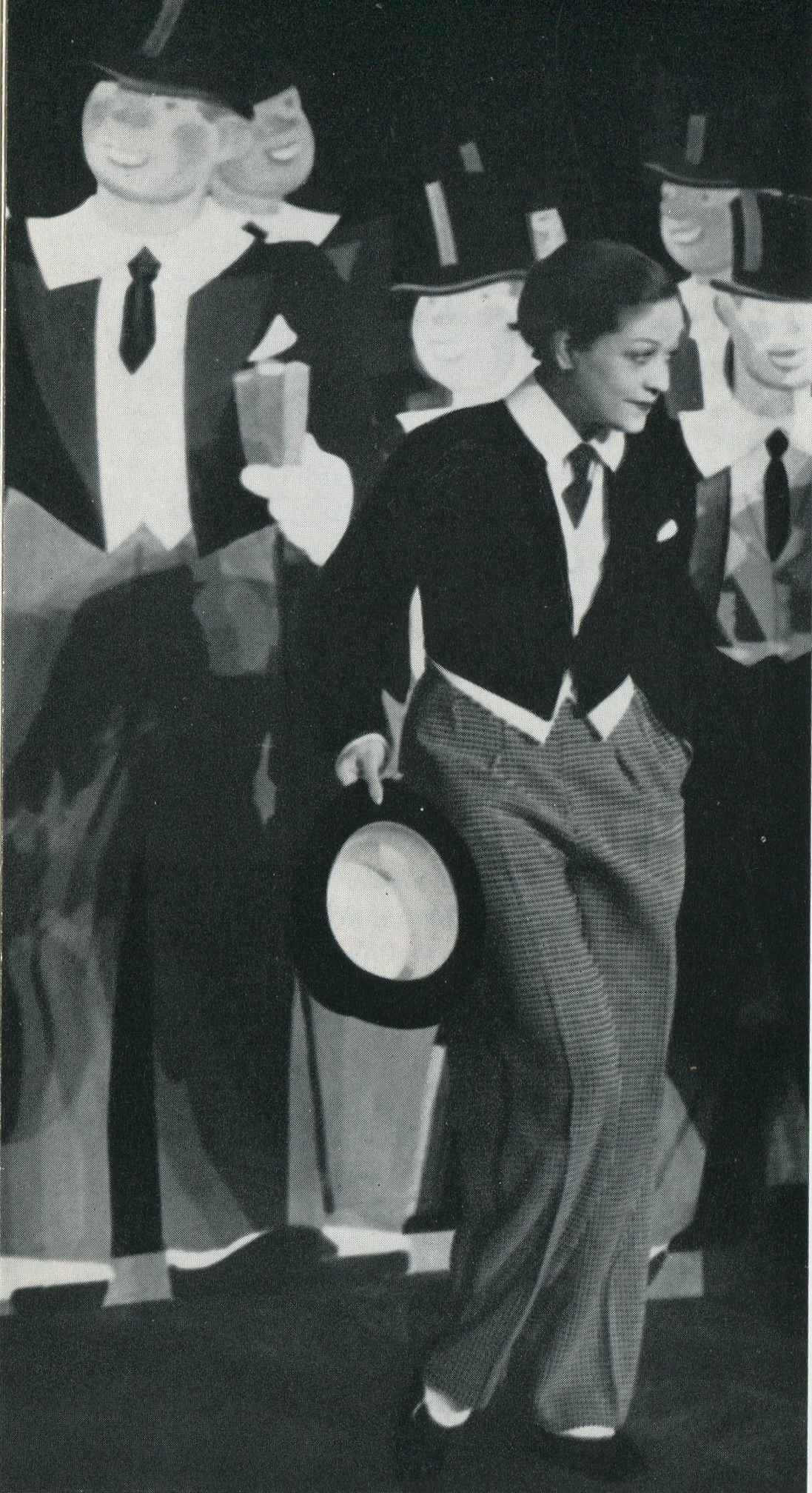
Grethe Weiser, Auftritt im Berliner Wintergarten (1932)

### Jugend
Die Tochter eines Hochbau-Unternehmers wuchs in Klotzsche und Dresden auf. Sie besuchte die Höhere Töchterschule und die Friedelsche Privatschule in Blasewitz.
Mit 18 Jahren heiratete sie den Süßwaren-Großhändler und -Fabrikanten Josef Weiser. Das Ehepaar lebte zunächst in Dresden; 1922 kam der gemeinsame Sohn zur Welt. Nachdem ihr Mann das Kabarett-Theater „Charlott“ am Kurfürstendamm in Berlin gepachtet hatte, absolvierte Grethe Weiser dort erste Auftritte als Diseuse.
Kurze Zeit später zerbrach die Ehe; sie wurde 1934 geschieden. Grethe Weiser war nun als alleinerziehende Mutter auf sich gestellt, sie nahm Gesangs- und Schauspielunterricht und absolvierte Auftritte als Soubrette und Komikerin in zahlreichen Kabaretts, Revuen und Operetten. Von 1928 bis 1930 war sie an der Volksbühne in Berlin tätig, trat dann in verschiedenen Berliner Kabaretts sowie auch als Chansonsängerin auf. Weitere Auftritte hatte sie unter anderem am Thalia Theater in Hamburg oder am Komödienhaus in Dresden.

### Die Filmschauspielerin
Grethe Weiser stand 1930 erstmals und ab 1932 regelmäßig vor der Kamera. Als Filmschauspielerin war sie in der Nebenrolle „schlagfertige Zofe“ gefragt, beispielsweise in der romantischen Komödie Eskapade (1936). Als Sängerin hatte sie in dieser Zeit erfolgreiche Schlager mit Chansons wie „Der Vamp“ oder „Emil seine Hände“.
Ein Durchbruch gelang ihr 1937 mit Erich Waschnecks Film Die göttliche Jette. Weiser brillierte darin als eine junge Sängerin, die sich mit gesundem Selbstbewusstsein und Berliner Kodderschnauze behauptet und zum gefeierten Star aufsteigt. Ebenfalls 1937 spielte sie die Hauptrolle im Film Mädchen für alles.
Danach spielte sie fast nur Nebenrollen in Filmen aller Sparten, in denen sie jedoch das gesamte Repertoire ihres komischen Talents zeigen konnte, so unter anderem in Rolf Hansens Die große Liebe (1942), in Helmut Käutners Wir machen Musik (1942), in Carl Froelichs Familie Buchholz (1944) oder in Georg Jacobys Die Frau meiner Träume (1944).
Dem Ansinnen, dem Vorstand der Reichstheaterkammer und der NSDAP beizutreten, widersetzte sie sich erfolgreich. Sie stand 1944 in der Gottbegnadeten-Liste des Reichsministeriums für Volksaufklärung und Propaganda.

### Nachkriegszeit

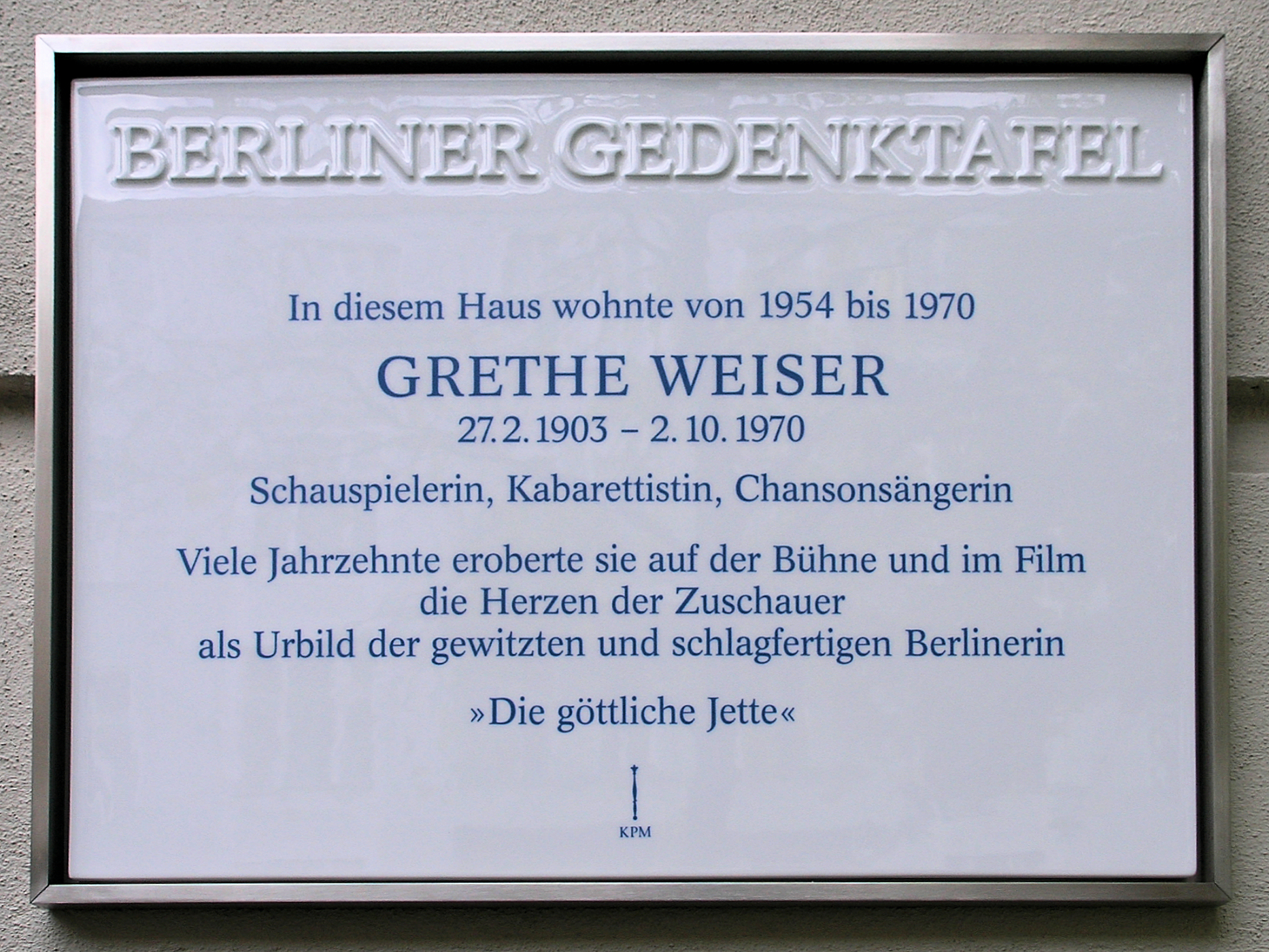
Berliner Gedenktafel am Haus Giesebrechtstraße 18 in Berlin-Charlottenburg

Im Film der Nachkriegszeit spielte Weiser in zahlreichen Unterhaltungsfilmen mit, oft als obsiegende Witwe, resolute Tante oder gefürchtete Schwiegermutter. Ihr Markenzeichen blieb auch weiterhin: Herz mit Schnauze. Sie war zu sehen in Hans Deppes Ferien vom Ich (1952) – als erholungsbedürftiger Bühnenstar Käthe Greiser – Meine Kinder und ich (1955), Lemkes sel. Witwe (1957) oder So angelt man keinen Mann (1959) und wirkte in insgesamt mehr als 100 Filmen mit. Zu ihren wenigen Auftritten beim Hörfunk gehört die 1949 produzierte Komödie Du kannst mir viel erzählen mit Heinz Rühmann und Elfriede Kuzmany (Regisseur Ulrich Erfurth).
Ab 1934 war sie mit dem Ufa-Produktionschef Hermann Schwerin liiert. Die beiden heirateten am 21. März 1958.
1949 spielte sie unter der Regie ihrer Freundin Ida Ehre in Hamburg erstmals auf der Bühne die Rolle der Mary Miller in der Komödie Das Kuckucksei von Irma und Walter Firner, die zu ihrer Paraderolle wurde. Sie spielte diese Rolle alle zehn Jahre und nannte sie daher scherzhaft „meine Oberammergauer Passionsspiele“. Ebenfalls auf der Bühne hatte sie 1953 Erfolg als Mutter Wolffen in Gerhart Hauptmanns klassischer Gaunerkomödie Der Biberpelz. 1966 hatte sie in der deutschen Erstaufführung von Friedrich Dürrenmatts Theaterstück Der Meteor am Thalia Theater Hamburg als sterbende Toilettenfrau Nomsen eine ernste Charakterrolle. In dieser Rolle schlug sie ungewohnt leise, ernste und böse Töne an.
In den späteren 1960er Jahren sendete das Fernsehen viele heitere Theaterstücke. Das ZDF sendete zahlreiche Stücke mit Grethe Weiser. Eines der erfolgreichsten Stücke war Keine Leiche ohne Lily, die deutsche Adaption der Kriminalgroteske Busybody des britischen Bühnenautors Jack Popplewell. 
1969 begannen die Vorbereitungen zu einer Neuauflage von Das Kuckucksei, das diesmal, am 26. September 1970, auch im ZDF übertragen wurde. Dem waren die Dreharbeiten zu der sechsteiligen Fernsehreihe Theatergarderobe nach Drehbüchern von Horst Pillau vorausgegangen. Weiser spielte darin eine resolute Garderobiere, die als guter Geist der Schauspieler hinter den Kulissen wirkt und für alle Lebenslagen einen passenden Rat auf den Lippen hat.

## Tod und Grabstätte

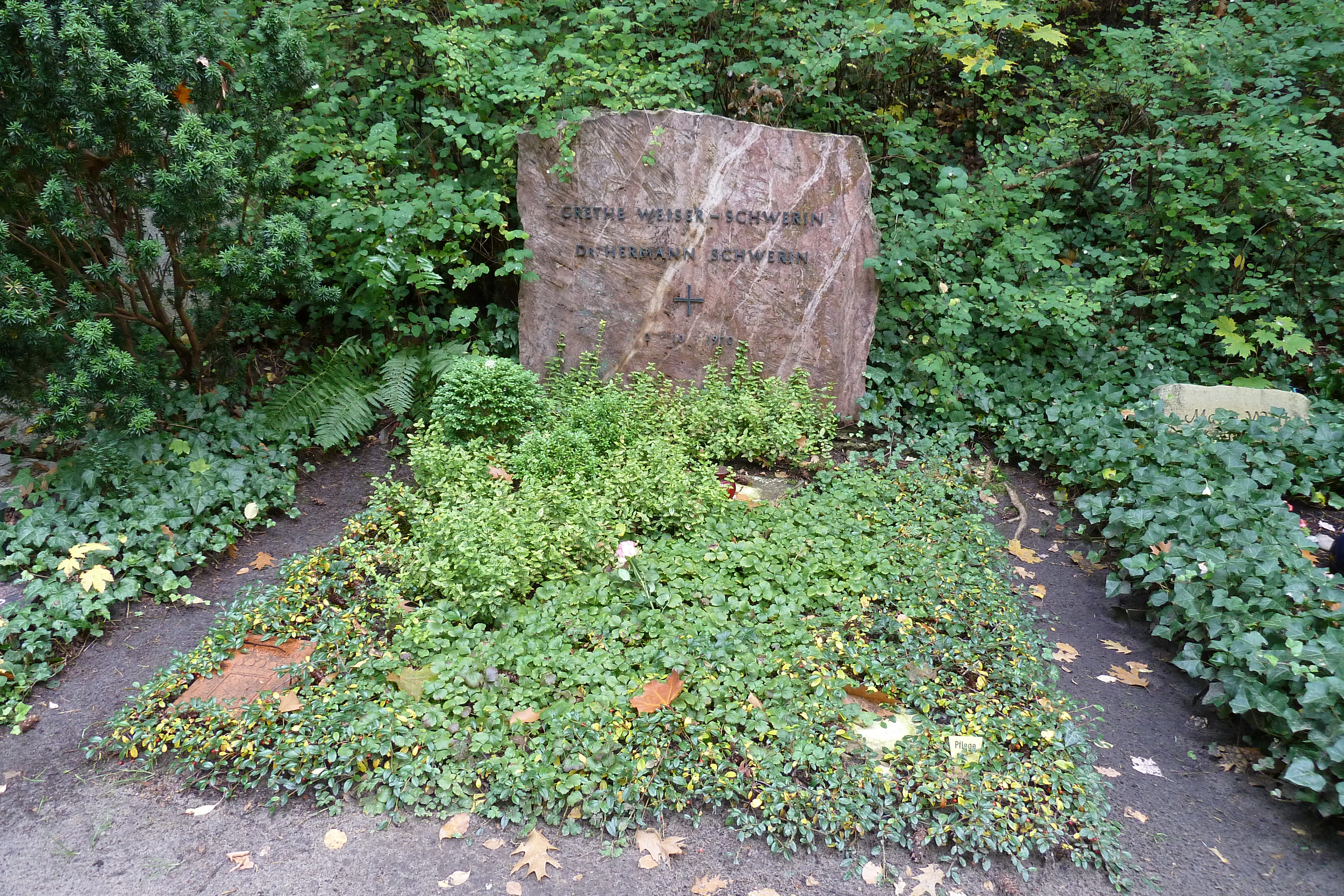
Das Ehrengrab von Grethe Weiser auf dem Friedhof Heerstraße in Berlin-Westend

Grethe Weiser und Hermann Schwerin verbrachten ihren Urlaub im Herbst 1970 in Oberbayern. Am 2. Oktober waren sie mit einem von Schwerin gesteuerten Citroën unterwegs. Ebenfalls im Auto saßen die Haushälterin Maria Reisch sowie Weisers Gesangslehrerin und Freundin Agnes von Spetzler. Bei der Fahrt kollidierte der Wagen in Untersteinbach bei Bad Tölz frontal mit einem vorfahrtberechtigten Lkw. Während die anderen Insassen des Autos sofort tot waren, starb Weiser knapp eine Stunde nach dem Unfall im Krankenhaus von Bad Tölz. Sie wurde 67 Jahre alt.
Grethe Weiser und Hermann Schwerin wurden am 9. Oktober 1970 auf dem landeseigenen Friedhof Heerstraße im Berliner Bezirk Charlottenburg (heutiger Ortsteil Westend) bestattet. Der Regierende Bürgermeister Berlins Klaus Schütz, zahlreiche Kollegen Weisers und mehrere tausend Menschen nahmen an dem Begräbnis teil.
Auf Beschluss des Berliner Senats ist die letzte Ruhestätte von Grethe Weiser (Grablage: 18-L-228/229) seit 1978 als Ehrengrab des Landes Berlin gewidmet. Die Widmung wurde 1999 um die inzwischen übliche Frist von zwanzig Jahren verlängert.

## Trivia
Ab 1934 besaß sie ein Sommerhaus am Blauen See bei Neu Wiednitz.
In Neu-Ulm wurde eine Straße nach ihr benannt. Sie befindet sich in der Nähe eines Kinos und weiterer Straßen mit Schauspielernamen.
Im Berliner Stadtteil Westend in Charlottenburg gibt es seit 1972 einen Grethe-Weiser-Weg.

## Auszeichnungen
- 1968: Verdienstkreuz des Verdienstordens der Bundesrepublik Deutschland

## Filmografie

### Kino
- 1930: Kasernenzauber
- 1933: Kind, ich freu’ mich auf Dein Kommen
- 1933: Gretel zieht das große Los
- 1934: Schützenkönig wird der Felix
- 1934: Einmal eine große Dame sein
- 1935: Frischer Wind aus Kanada
- 1935: Der Mann mit der Pranke
- 1935: Einer zuviel an Bord
- 1935: Lady Windermeres Fächer
- 1935: Anschlag auf Schweda
- 1935: Familie Schimek
- 1936: Martha
- 1936: Der Raub der Sabinerinnen
- 1936: Engel mit kleinen Fehlern
- 1936: Der verkannte Lebemann
- 1936: Eskapade
- 1936: Männer vor der Ehe
- 1936: Hilde und die 4 PS
- 1936: Alles für Veronika (Fräulein Veronika)
- 1936: Geheimnis eines alten Hauses
- 1937: Menschen ohne Vaterland
- 1937: Die göttliche Jette
- 1937: Meine Freundin Barbara
- 1937: Mädchen für alles
- 1937: Gabriele eins, zwei, drei
- 1938: Unsere kleine Frau
- 1938: Frauen für Golden Hill
- 1938: Es leuchten die Sterne
- 1939: Liebe streng verboten
- 1939: Ehe in Dosen
- 1939: Irrtum des Herzens
- 1939: Verdacht auf Ursula
- 1939: Hochzeitsreise zu dritt
- 1939: Marguerite: 3
- 1939: Das Glück wohnt nebenan
- 1939: Die Geliebte
- 1939: Frau am Steuer
- 1939: Mein Mann darf es nicht wissen
- 1939: Rote Mühle
- 1940: Alles Schwindel
- 1940: Polterabend
- 1940: Der rettende Engel
- 1940: Wie konntest Du, Veronika!
- 1940: Links der Isar – rechts der Spree
- 1940: Zwischen Hamburg und Haiti
- 1941: Krach im Vorderhaus
- 1941: Oh, diese Männer
- 1941: Sonntagskinder
- 1941: Leichte Muse
- 1941/49: Alles aus Liebe
- 1942: Die große Liebe
- 1942: Drei tolle Mädels
- 1942: Wir machen Musik
- 1942: Ein Walzer mit Dir
- 1944: Familie Buchholz
- 1944: Neigungsehe
- 1944: Der Meisterdetektiv
- 1944: Hundstage
- 1944: Die Frau meiner Träume
- 1944/50: Mein Herz gehört Dir
- 1944/50: Verlobte Leute
- 1945: Das alte Lied
- 1948: Morgen ist alles besser
- 1949: Liebe 47
- 1949: Amico
- 1949: Tromba
- 1949: Nichts als Zufälle
- 1949: Die Freunde meiner Frau
- 1949: Artistenblut
- 1949: 1 x 1 der Ehe
- 1949: Die Reise nach Marrakesch
- 1950: Gabriela
- 1950: Wenn Männer schwindeln
- 1950: Die Nacht ohne Sünde
- 1950: Die Dritte von rechts
- 1951: Hilfe, ich bin unsichtbar!
- 1951: Die verschleierte Maja
- 1951: Fanfaren der Liebe
- 1951: Durch Dick und Dünn
- 1951: Johannes und die 13 Schönheitsköniginnen
- 1951: Tanz ins Glück
- 1951: So ein Theater! (Gangsterpremiere)
- 1952: Der Fürst von Pappenheim
- 1952: Der keusche Lebemann
- 1952: Der Obersteiger
- 1952: Ferien vom Ich
- 1952: Du bist die Rose vom Wörthersee
- 1952: Königin der Arena
- 1953: Der Onkel aus Amerika
- 1953: Die Rose von Stambul
- 1953: Hollandmädel
- 1953: Damenwahl
- 1953: Die Kaiserin von China
- 1953: Der Vetter aus Dingsda
- 1953: Hurra – ein Junge!
- 1954: Die tolle Lola
- 1954: Bei Dir war es immer so schön
- 1954: Die Stadt ist voller Geheimnisse
- 1954: Mädchen mit Zukunft
- 1954: Geld aus der Luft
- 1954: Die sieben Kleider der Katrin
- 1954: Viktoria und ihr Husar
- 1954: Keine Angst vor Schwiegermüttern
- 1955: Vatertag
- 1955: Solang’ es hübsche Mädchen gibt
- 1955: Der doppelte Ehemann
- 1955: Drei Tage Mittelarrest
- 1955: Mein Leopold / Ein Herz bleibt allein
- 1955: Meine Kinder und ich
- 1956: Ein Herz schlägt für Erika
- 1956: …und wer küßt mich? (Ein Herz und eine Seele)
- 1956: Ich und meine Schwiegersöhne
- 1956: Kirschen in Nachbars Garten
- 1956: Du bist Musik
- 1956: Der schräge Otto
- 1957: Die verpfuschte Hochzeitsnacht
- 1957: Tante Wanda aus Uganda
- 1957: Das haut hin
- 1957: Lemkes sel. Witwe
- 1957: Einmal eine große Dame sein
- 1957: Liebe, Jazz und Übermut
- 1957: Casino de Paris
- 1957: Der Kaiser und das Wäschermädel
- 1957: Die Beine von Dolores
- 1958: Wenn Mädchen ins Manöver zieh’n
- 1958: Scala – total verrückt
- 1959: Der Haustyrann
- 1959: So angelt man keinen Mann
- 1960: Freddy und die Melodie der Nacht
- 1960: Die junge Sünderin
- 1960: Wir wollen niemals auseinandergehn
- 1961: Ach Egon!
- 1961: Freddy und der Millionär
- 1962: Wenn die Musik spielt am Wörthersee
- 1962: Lieder klingen am Lago Maggiore
- 1963: Ferien vom Ich
- 1964: Liebesgrüße aus Tirol
- 1966: Brille und Bombe: Bei uns liegen Sie richtig!

### Fernsehen (Auswahl)
- 1955: Premiere im Metropol (Fernsehfilm)
- 1964: Im Tingeltangel tut sich was (Fernsehfilm – ZDF, 6. März 1964)
- 1965: Die Chefin (Fernsehfilm)
- 1965: Jenny und der Herr im Frack (Fernsehfilm)
- 1967: Keine Leiche ohne Lily (Fernsehfilm)
- 1968: Auftritt in der Rudi Carrell Show (Fernsehshow)
- 1969: Die Lokomotive (Fernsehfilm)
- 1969: Berlin-Geflüster (Fernsehshow; gesendet 1970)
- 1970: Löwe gesucht (Fernsehfilm)
- 1970: Die lieben Kinder (Fernsehfilm)
- 1970: Das Kuckucksei (Fernsehfilm)
- 1970: So schön wie heut’ (Fernsehshow)
- 1970: Theatergarderobe (Fernsehserie; gesendet 1971)

## Diskografie (Auswahl)
- 1935: Chiribiri, Text und Musik: Ralph Benatzky: Lied der Barsängerin aus dem musikalischen Lustspiel Das kleine Café, Grete Weiser mit Orchester, Leitung: Willi Lachner, Parlophon Nr. B 97 188-II
- 1935: Eine Weiße mit ’nem Himbeerschuß, Musik: Ralph Benatzky, Text: Ch. K. Roellinghoff, aus dem musikalischen Lustspiel Das kleine Café, Victor de Kowa im Dialog mit Grethe Weiser, Begleitung: Orchester des Deutschen Künstlertheaters, Berlin, Leitung: Willi Lachner, Odeon Nr. O-25318 b
- 1936: Uns gefällt diese Welt, Musik: Harald Böhmelt, Text: Aldo von Pinelli, aus dem Film Raub der Sabinerinnen, (Regie: Robert Adolf Stemmle), Tanz-Orchester mit Gesang: Grethe Weiser, Odeon Nr. Prv. 352
- 1938: Die Hauptsache ist... Chanson aus dem Lustspiel Besuch am Abend, Musik und Text: Willi Kollo, Grethe Weiser mit dem Admiralspalast-Orchester, Leitung: Werner Albrecht, Grammophon Nr. 47275 b + Chanson aus dem Lustspiel „Besuch am Abend“, Musik und Text: Willi Kollo, „Sag mir schnell gutnacht“, Orchester des Theaters im Admiralspalast unter Werner Albrecht

## Filmdokumentation
- Geliebte Grethe. Erinnerungen an Grethe Weiser – Fernsehdokumentarfilm von Hans Borgelt, Deutschland 1983, ZDF